# Hadmersleben

Hadmersleben este un oraș din landul Saxonia-Anhalt, Germania.
1. ↑   http://www.oscherslebenbode.de/verzeichnis/objekt.php?mandat=22291 Lipsește sau este vid: |title= (ajutor)